# 托滕卡峰

46°58′50″N 12°12′15″E / 46.980446°N 12.204289°E
托滕卡峰（德語：Totenkarspitze），是奧地利的山峰，位於該國西部，由蒂羅爾州負責管轄，屬於維內迪傑山脈的一部分，處於德弗雷根谷地聖雅各布，海拔高度3,133米，人類在1892年首次登頂。